# Merry-la-Vallée
Merry-la-Vallée – miejscowość i gmina we Francji, w regionie Burgundia-Franche-Comté, w departamencie Yonne.
Według danych na rok 1990 gminę zamieszkiwały 344 osoby, a gęstość zaludnienia wynosiła 19 osób/km² (wśród 2044 gmin Burgundii Merry-la-Vallée plasuje się na 574. miejscu pod względem liczby ludności, natomiast pod względem powierzchni na miejscu 516.).